# Samoa (genre)
Pour les articles homonymes, voir Samoa (homonymie).
Genre
Samoa est un genre d'opilions laniatores de la famille des Samoidae.

## Distribution
Les espèces de ce genre se rencontrent aux Samoa et aux Seychelles.

## Liste des espèces
Selon World Catalogue of Opiliones (12/10/2021) :
- Samoa obscura Sørensen, 1886
- Samoa sechellana Rambla, 1984
- Samoa variabilis Sørensen, 1886

## Publication originale
- Sørensen, 1886 : « Opiliones. » Die Arachniden Australiens nach der Natur beschrieben und abgebildet, p. 53–86.